# Ментальный план
Это статья о книге, о понятии см. ментальный план
«Ментальный план» (в оригинале «План дэвачана, или небесный мир: его свойства и обитатели»; англ. The Devachanic Plane, or The Heaven World: its characteristics and inhabitants) — книга члена Теософского общества Чарлза Ледбитера (1854—1934), впервые опубликованная в 1896 году. Представляет собой шестое из серии руководств, разработанных для того, чтобы дать читателю, по возможности, упрощённое описание теософского учения.

## Высшие планы природы

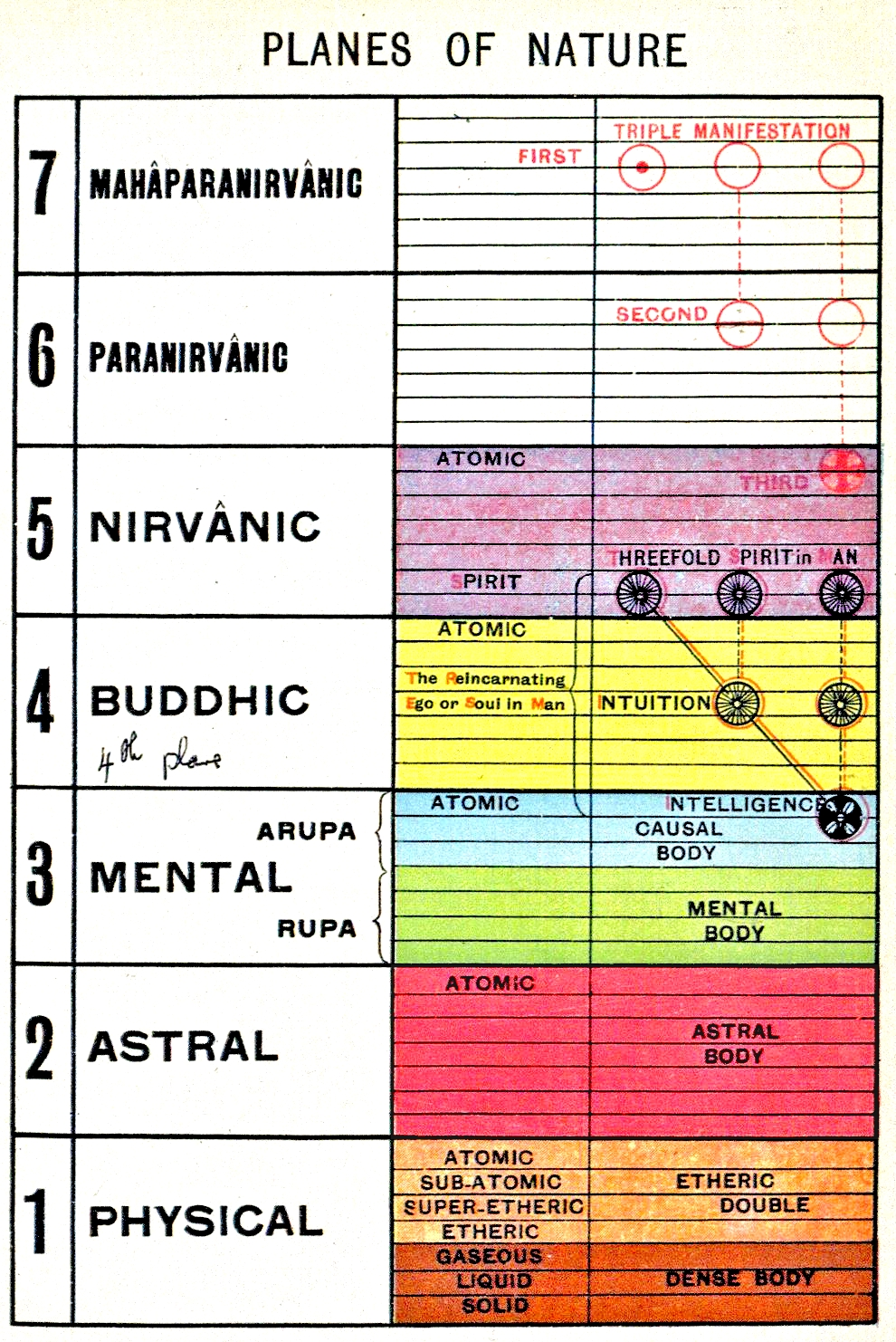
Планы по Ледбитеру.

Согласно представлениям Ледбитера и других теософов, мир, в котором мы живём, состоит из семи «планов». И хотя сознание человека ограничено низшим физическим планом, он «функционирует» также и на других планах, для чего ему служат соответствующие «тела». Именно поэтому он может «путешествовать», например, в своём астральном теле по астральному плану, а в ментальном теле — по ментальному плану. Для большинства людей такой опыт имеет место во время сна, но, как правило, не запоминается; для ясновидца же и оккультиста он доступен в любое время и не забывается. По утверждению Ледбитера, он в течение года в Индии развивал свои оккультные способности под руководством опытных наставников.
В. А. Трефилов писал, что, по теософским представлениям, вселенная включает в себя планы: физический, астральный, ментальный, буддхический, нирванический и ещё более высокие планы. Ментальный план — сфера разума — состоит из «материи мысли», и вибрации мысли создают из неё мыслеформы, «необычайно яркие и прекрасные, вечно меняющиеся, которые невозможно описать на человеческом языке». Этот план, подобно астральному, населён множеством разумных существ, состоящих из светящейся материи и «элементальной эссенции». На высших подпланах ментального плана «пребывают эго учителей, посвящённых и их учеников». Структурным компонентом ментального плана является дэвачан — теософское название неба (буквально «страна богов», или «светящаяся страна»). Сюда приходят человеческие существа, сбросившие свои физические и астральные тела и прошедшие очищение в 
камалоке. Здесь душа собирает жатву добра, посеянного на земле. В дэвачане — мире «небесного блаженства и радости» — всё ценное, что было пережито в земной жизни, перерабатывается в умственные и нравственные качества и силы, которые человек понесёт с собой в следующее воплощение.

## Мнение биографа Ледбитера
Австралийский религиовед Г. Тиллетт отметил, что две небольшие книги Ледбитера — «Астральный план» и «Ментальный план» («План дэвачана») — написаны характерным для его ясновидческих исследований стилем, когда он стремится к научности и объективности, даже если предмет его рассмотрения для большинства учёных не имеет к науке никакого отношения.
Типичным примером такой «объективности» является описание его ясновидческого исследования христиан, находящихся после смерти на плане дэвачана:

Набожность без интеллекта, примером которой, с одной стороны, может быть неграмотный крестьянин-католик, а с другой — искренний и преданный «солдат» Армии Спасения, даёт, по всей видимости, результаты очень сходные с уже описанными (для других религий), поскольку такие люди тоже оказываются поглощены созерцанием своих представлений о Христе или Божьей Матери. Так, один ирландский крестьянин, погружённый в состояние глубочайшего благоговения перед Девой Марией, представлял себе её стоящей на полумесяце, как на картине Тициана «Вознесение», но простирающей к нему руки и обращающейся с речью. Один средневековый монах в экстазе созерцал Христа на кресте, и такова была сила его страстной любви и жалости, что, видя кровавые раны своего Христа, он силой воображения причинял себе такие же стигматы на своём собственном теле.

## Критика
Был ли Ледбитер истинным ясновидцем? Он всегда отвечал отказом на любые предложения о проведении проверки его способностей каким-либо научным или объективным способом. Он заявлял, что для него подобное испытание неприемлемо, и на то имеются оккультные причины. Так, он отверг предложение прочитать письмо в запечатанном конверте.
Е. И. Рерих писала: «Ледбитер был очень вреден… Низший психизм в соединении с патологически извращённой натурой и нечестностью расцвели [у него] в махровый букет самых безвкусных и лживых изложений».

## Переиздания и переводы

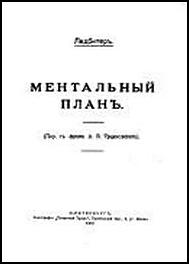
Русское изд., 1912 г.

На протяжении более ста лет после написания книга неоднократно переиздавалась на языке оригинала, а также на французском и русском.
Первый русский перевод, выполненный А. В. Трояновским с французского издания, вышел в 1912 году в Санкт-Петербурге под названием «Ментальный план».

## Комментарии
1. ↑  «The Devachanic Plane, or The Heaven World: its Characteristics and Inhabitants was first published by the TPS, London, 1896, and had reached its 3rd edition by 1909. It was in its 7th edition, published by the TPH, Adyar, in 1971».[2]
2. ↑  В 1902 году во второе издание книги автор добавил следующее замечание: «Как показали исследования, проведённые после выхода первого издания этой книги, наименование „дэвачан“ этимологически не вполне точно и может ввести в заблуждение, потому автор предпочёл бы полностью опустить его, выпустив это пособие под более точным названием „Ментальный план“. Однако издатели проинформировали его, что изменение названия могло бы вызвать трудности, связанные с авторскими правами, и произвести путаницу, потому он пошёл навстречу их пожеланиям».

Французские и русские издатели и переводчики желание Ледбитера учли.
3. ↑  «The Theosophical Manual series included The Seven Principles of Man (1892), Reincarnation (1892), Death — And After (1893), Karma (1895), and Man and His Bodies (1896) by Mrs Besant, and The Astral Plane (1895) and The Devachanic Plane (1896) by Leadbeater; they all remain in print in modern editions».[4]
4. ↑  «In Leadbeater's Theosophy the world in which man lives is made up of seven "planes"».[5]
5. ↑  Радхакришнан писал: «Обычные границы человеческого наблюдения не являются границами вселенной. Существуют другие миры, помимо того мира, который открывают нам наши органы чувств».[6]
6. ↑  Об этом Ледбитер пишет в главе «Мыслеформы».
7. ↑  Об этом Ледбитер пишет в разделе «Первый подплан — седьмое небо».
8. ↑  Cit. The Devachanic Plane, 1896, pp. 52-3.[11]
9. ↑  Будда запрещал демонстрировать сиддхи: «Не следует вам, о бхикку, щеголять перед мирянами сверхчеловеческими силами. Кто же станет делать так, будет повинен в дурном поступке» (Виная-питака, II, 112).[13]
10. ↑  «37 editions published between 1896 and 1987 in English and held by 106 WorldCat member libraries worldwide».[14]